# Corrente de Birkeland
Uma corrente de Birkeland refere-se geralmente a qualquer corrente elétrica em um plasma espacial, mas mais especificamente quando partículas carregadas na corrente seguem linhas de campo magnético (assim, correntes de Birkeland são também conhecidas como correntes alinhadas ao campo). Elas são causadas pelo movimento de um plasma perpendicular a um campo magnético. Correntes de Birkeland muitas vezes apresentam uma estrutura magnética filamentária ou torcidas como cordas.
Originalmente correntes de Birkeland referiam-se a correntes elétricas que contribuem para a aurora polar, causado pela interação do plasma no vento solar com a magnetosfera da Terra. A corrente flui em direção à Terra pelo lado oriental da ionosfera terrestre, ao longo das regiões polares e sai para o espaço pelo lado ocidental da ionosfera. Estas correntes de Birkeland são agora algumas vezes chamadas de eletrojatos aurorais. As correntes foram previstas em 1903 pelo explorador e físico norueguês Kristian Birkeland, que realizou expedições ao círculo polar para o estudo da aurora.
Os satélites da missão espacial Themis, lançados no início de 2007, encontraram em 20 de maio daquele ano evidências confirmando a existência de gigantescas cordas magnéticas ligando a Terra ao Sol, de acordo com David Sibeck, responsável científico da missão na Nasa, durante uma apresentação na conferência anual da União Geofísica Americana[carece de fontes?]. A primeira corda encontrada seria gigantesca, quase o equivalente à largura do globo terrestre e situada a cerca de 70 mil quilômetros acima da Terra na região chamada de magnetopausa.